# Rio Boarcăşu
O Rio Boarcăşu é um rio da Romênia afluente do Rio Dâmboviţa, localizado no distrito de Argeş.